# Bud Osborne

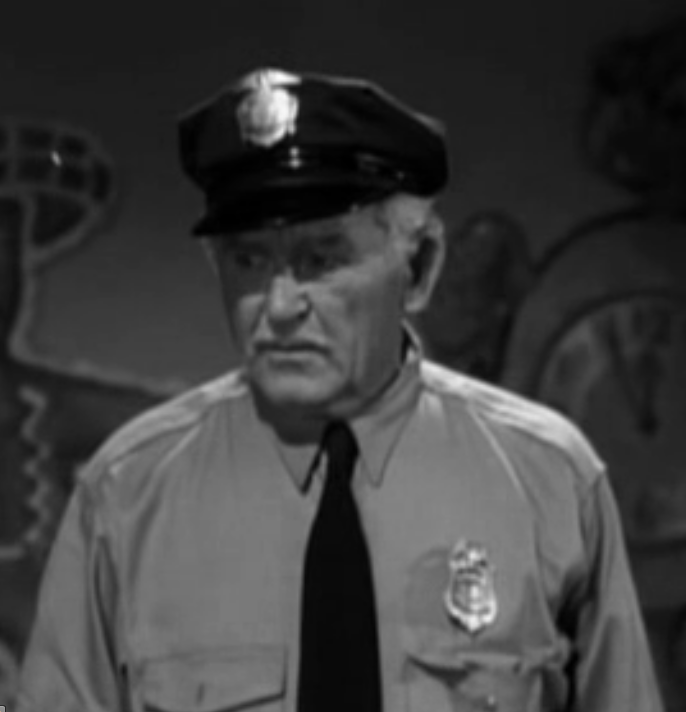
Bud Osborne im Film Jail Bait, 1954

Bud Osborne (eigentlich Miles Leonard Osborne; * 20. Juli 1884 in Knox County, Texas; † 2. Februar 1964 in Hollywood, Kalifornien) war ein US-amerikanischer Filmschauspieler. Er war in über 600 Filmen und Fernseharbeiten zwischen 1912 und 1963 zu sehen, oftmals in sehr kleinen Chargenrollen.

## Leben und Werk
Osborne hatte zwei Brüder und eine Schwester; sein Vater starb, als Bud sechs Jahre alt war. Er verdiente sein Geld als Rancharbeiter im Indianerterritorium, wo er sich etwa 1910 Wildwest-Shows anschloss. So war er auch für die Buffalo Bill Wildwest Show tätig und arbeitete als Rodeoreiter. 1912 kam er in Begleitung von Zirkusequipment nach Hollywood, wo er aufgrund seiner reiterischen Fähigkeiten bald Arbeit beim Stummfilm fand. Schnell etablierte er sich als Spezialist für Western. Versuche, mit eigener Produktionsgesellschaft als Hauptdarsteller zu reüssieren, schlugen 1920 fehl. Der wettergegerbt aussehende, mit scharfen Gesichtszügen versehene Osborne hatte aber keine Probleme, weiter als Gangster und andere zwielichtige Gestalten eingesetzt zu werden, wobei ihm auch seine rauchige Stimme half. Vor allem als Führer von Kutschen war Osborne gefragt.
In seinen späteren Jahren wurde Osborne, dessen Name in den verschiedensten Schreibvarianten wiedergegeben wurde, in kleinen Nebenrollen zahlreicher Fernsehserien wie Have Gun – Will Travel, Bonanza, Bat Masterson, Tausend Meilen Staub und The Lone Ranger. Seine letzte Rolle spielte er in einer Folge von Rauchende Colts in 1963. Seine Karriere dauerte 51 Jahre und umfasste mehr als 630 Rollen.
Osborne starb mit 79 Jahren im Motion Picture & Television Country House and Hospital an den Folgen eines Herzinfarktes. Seine Grabstätte befindet sich im Forest Lawn Memorial Park in Los Angeles.

## Privates
Osborne war mindestens vier Mal verheiratet; aus seiner ersten Ehe hatte er zwei Kinder.

## Filmografie (Auswahl)
- 1912: For the Cause (Kurzfilm)
- 1926: Drei rauhe Gesellen (3 Bad Men)
- 1931: Sheriff und Sträfling (The Pocatello Kid)
- 1932: Das Gesetz in der eigenen Hand (Two-Fisted Law)
- 1932: Der Mann ohne Furcht (Hidden Gold)
- 1933: Abrechnung in Sonora (Somewhere in Sonora)
- 1935: Der Rabe (The Raven)
- 1935: Das Tal des Todes (Wanderer of the Wasteland)
- 1939: Black River (Allegheny Uprising)
- 1942: Die Freibeuterin (The Spoilers)
- 1946: Land der Banditen (Badman's Territory)
- 1947: Verwegene Männer im Sattel (The Last Round-Up)
- 1948: Nacht in der Prärie (Blood on the Moon)
- 1948: Der Herr der Silberminen (Silver River)
- 1948: Der Schrecken von Texas (Return of the Bad Men)
- 1948: Gangster der Prärie (Station West)
- 1948: Die Plünderer von Nevada (The Plunderers)
- 1948: Der Rächer von Texas (Panhandle)
- 1949: Weiße Banditen (Stampede)
- 1949: Gespensterreiter (Riders in the Sky)
- 1950: Seine Frau hilft Geld verdienen (The Fuller Brush Girl)
- 1950: Banditenjäger (Crooked River)
- 1950: Harte Männer aus Wildwest (Hostile Country)
- 1950: Terror über Colorado (The Savage Horde)
- 1950: Gauner, Gangster, schöne Mädchen (The Daltons’ Women)
- 1951: Reiter gegen Sitting Bull (Cavalry Scout)
- 1951: Das letzte Fort (Fort Worth)
- 1952: Die schwarzen Reiter von Dakota (Bugles in the Afternoon)
- 1952: Tolle Texasgirls (Outlaw Women)
- 1954: Jail Bait
- 1956: Die Rache des Würgers (Bride of the Monster)